# Magyardombegyház
Magyardombegyház este un sat în districtul Mezőkovácsháza, județul Békés, Ungaria, având o populație de 236 de locuitori (2011). 

## Demografie
Componența etnică a satului Magyardombegyház
     Maghiari (93,56%)
     Români (4,46%)
     Romi (1,98%)
Componența confesională a satului Magyardombegyház
     Reformați (27,97%)
     Romano-catolici (18,64%)
     Fără religie (16,95%)
     Luterani (2,97%)
     Necunoscută (33,47%)
     Alte religii (4,24%)
Conform recensământului din 2011, satul Magyardombegyház avea 236 de locuitori. Din punct de vedere etnic, majoritatea locuitorilor (93,56%) erau maghiari, existând și minorități de români (4,46%) și romi (1,98%). Nu există o religie majoritară, locuitorii fiind reformați (27,97%), romano-catolici (18,64%), persoane fără religie (16,95%) și luterani (2,97%). Pentru 33,47% din locuitori nu este cunoscută apartenența confesională.